# Jiří Tožička
Jiří Tožička (14. listopadu 1901 Praha – 15. května 1981) byl československý hokejový útočník, který získal dva tituly mistra Evropy a zúčastnil se tří zimních olympiád. V roce 2008 byl in memoriam uveden do Síně slávy českého hokeje.

## Život
Tožička začínal se sportem ve Slavii Praha. Hrál také například fotbal. Jako hokejista přestoupil nejprve do Sparty Praha, ale do hokejové reprezentace se dostal až jako hráč LTC Praha. Stalo se tak poprvé v roce 1928, kdy odcestoval na hokejový turnaj hraný v rámci druhých zimních olympijských her, které byly zároveň třetím mistrovstvím světa. O rok později se dočkal titulu mistra Evropy. Reprezentoval potom s pravidelně až do hokejového turnaje hraného na zimních olympijských hrách v roce 1936 včetně. Připsal si v reprezentačním dresu 51 utkání, v nichž zaznamenal 16 gólů. Klubovou hráčskou kariéru končil v I. ČLTK Praha, s nímž jako první porazil v rámci nově ustavené ligové soutěže svůj bývalý klub LTC Praha. Stalo se tak v roce 1941, když v novém působišti zastával funkci hrajícího trenéra.
Jako trenér se Tožička osvědčil i po druhé světové válce. V 1952 vedl reprezentační mužstvo na turnaji hraném v rámci zimních olympijských her v roce 1952. Se zcela nově se tvořícím mužstvem, které předtím nemohlo po vykonstruovaném procesu reprezentovat na dvou mistrovstvích světa, dosáhl příznivého umístění. Zároveň byl však znechucen nepřiměřeně tvrdou hrou, kterou rozhodčí toleroval a rozhodnutím LIHG o nutnosti sehrání dodatečného rozhodujícího zápasu se Švédy, který Československo odsunul z pozice zajišťující olympijskou medaili a titul mistra Evropy. Více se pak raději zaměřil na trénování mládeže v Kladně a v Praze. V roce 1959 mu byl udělen titul zasloužilý mistr sportu.